# Махнёва, Маргарита Григорьевна
Маргари́та Григо́рьевна Ткачева (Махнева) (в девичестве Тишке́вич; 13 февраля 1992, Хойники) — белорусская гребчиха-байдарочница, выступает за сборную Беларуси с 2011 года. Бронзовый призёр летних Олимпийских игр в Рио-де-Жанейро в байдарке-четвёрке, чемпионка мира, Европы и Европейских игр, многократная победительница национальных первенств. На соревнованиях представляет Гомельскую область, заслуженный мастер спорта Республики Беларусь (2016).

## Биография
Маргарита Тишкевич родилась 13 февраля 1992 года в городе Хойники, Гомельская область. В детстве ходила в секцию дзюдо, выигрывала юниорские турниры областного и республиканского масштаба, однако из-за высокой травмоопасности данного вида спорта через четыре года решила перейти в греблю на байдарках и каноэ. Занималась в специализированной детско-юношеской школе олимпийского резерва в Мозыре, проходила подготовку под руководством тренера Бориса Мерца, позже тренировалась у старшего тренера женской сборной Геннадия Галицкого. Первого серьёзного успеха добилась в 2011 году, когда дебютировала на Кубке мира и на чемпионате мира в венгерском Сегеде, с одиночной байдаркой на двухсотметровой дистанции участвовала в утешительном финале «С» и заняла двадцать второе место.
Благодаря удачному выступлению на отборочных соревнованиях в Познани Тишкевич удостоилась права защищать честь страны на летних Олимпийских играх 2012 года в Лондоне. Участвовала в заплывах байдарок-одиночек на 200 и 500 метров, в обоих случаях дошла до полуфинальных стадий, расположившись в итоге на двадцать второй и двадцать четвёртой позициях соответственно (в полукилометровой гонке была дисквалифицирована за пересечение четырёхметрового рубежа).
После Олимпиады спортсменка осталась в основном составе белорусской национальной команды и продолжила принимать участие в крупнейших международных соревнованиях. Так, в 2013 году она побывала на чемпионате мира в немецком Дуйсбурге, где с четвёркой стала бронзовой призёршей в полукилометровой гонке, а затем повторила это достижение на европейском первенстве в португальском Монтемор-у-Велью. Помимо этого, триумфально выступила на летней Универсиаде в Казани, привезла оттуда две золотые медали и одну серебряную. Сезон 2014 года тоже начала победоносно, на этапах Кубка мира в чешском городе Рачице добыла два золота в зачёте двухместных байдарок на 200 и 500 метров.
Ныне живёт и тренируется в городе Мозырь. Имеет высшее образование, в 2013 году окончила Мозырский государственный педагогический университет имени И. П. Шамякина, где обучалась на факультете физической культуры.

## Заслуги
- Почётный гражданин города Хойники (2017)
- Почетный гражданин города Мозыря (2022) [5]
- Имя М. Г. Махневой на Аллее почётных граждан Хойникского района. Аллея расположена в городе Хойники (Гомельская область)[6].